# Čamerija
Čamerija (albanski: Çamëria, grčki: Τσαμουριά) je toponim koji koriste uglavnom Albanci za dijelove priobalja Epira na jugu Albanije i sjeverozapadne Grčke, na kojem žive Čami ( Albanci). Najveći dio Čamerije nalazi se u grčkim prefekturama Tesprocija i Preveza uz nekoliko sela u istočnom dijelu prefekure Janjina, te na krajnjem jugu Albanije u distriktu Saranda.U Grčkoj ovo ime nije poželjno, jer se vezuje uz albanski iredentizam, već se koriste isključivo grčki toponimi Epir i Tesprocija, koji se koriste još od antike.

## Ime, granica i zemljopisne osobine Čamerije

### Etimologija naziva Čamerija
Regija je dobila ime po Čamima (albancima posebnog dijalekta, koji su je nastanjivali), dodavanjem sufiksa-erija, koji u albanskom jeziku označava Zemlju Čama. Ime Čamerija se uglavnom koristilo kao naziv za ovaj kraj za vrijeme osmanske vladavine. Ime  - Čam, je vrlo vjerojatno izvedeno po rijeci Thiamis (albanski: Čam), tako naime Albanci zovu rijeku.

### Granice Čamerije
Čamerija je naziv za antičku ali i današnju grčku prefekturu Tesprocia, koja se u srednjem vijeku zvala Vagenecija. Čamerija leži sjeverno od Ambracijskog zaljeva i zapadno od Janjinskih planina.
Za antike sjeverna granica Tesprocije bila je rijeka Thiamis, ali je za srednjeg vijeka izgleda granica išla sjevernije. Vagenecija je uključivala i dijelove današnje južne Albanije; Sarandski distrikt te Delvinski distrikt.
No danas je kraj u kojem žive Čami bitno smanjen, u Albaniji su to samo dvije male općine; Markat i Konispol na krajnjem jugu. U Grčkoj su to prefekture Tesprocija i Preveza u sjeverozapadnoj Grčkoj, te nekoliko naselja u prefekturi Janjina.

### Zemljopisne osobine
Čamerija je uglavnom planinski kraj, i to izrazitije na svom južnom dijelu, dok je na sjeveru više obradive zemlje.U kraju postoji pet rijeka, Pavllo na sjeveru, Aheront, Luros, Araktos i Thiamis. Četiri od njih su u Grčkoj, te samo jedna u Albaniji.

## Povijest

### Za antike
U antici se taj kraj zvao Tesprocija, po grčkom plemenu Tesproti, koji su ga nastanjivali. Prema Strabonu, Tesproti su uz Kaone i Molosite bili najpoznatije od četrnaest antičkih plemenima Epira. Kaoni su bili prvi vladari Epira, potom su ih naslijedili Tesproti i Molositi.

### Srednji vijek
Za srednjeg vijeka ovaj kraj bio je poznat kao Vagenecija, jedno vrijeme bio je u sklopu rimskog a kasnije bizantskog carstva. Mihajlo I. Komnen Doukas, bratić bizantskih careva Izaka II. Angela i Aleksija III. utemeljio je Epirsku Despotovinu, koja se održala do kraja 15. stoljeća. Vagenecija kao cijeli Epir ubrzo je postala novi dom mnogih grčkih izbjeglica iz Carigrada, Tesalije i Peloponeza, koji su tu našli utočište nakon osmanskih osvajanja.

### Prva pojava albanskih plemena u 14 stoljeću
U ovom razdoblju su zabilježena prva doseljavanja Albanaca i Vlaha (Aromuna) u kraj.  Epirska Despotovina vodila je niz ratova uglavnom s Bugarskim i Nicejskim carstvom i vlastelom iz južne Italije anžuvincima. Bizant je ubrzo zahvatio građanski rat između Ivana V. Paleologa i Ivana VI. Kantakuzena pa je Epir osvojio srpski car Dušan 1348. godine. 
Sve to je dokinuto kad je 1479. godine Vagenecija podpala pod otomansku vlast.

### Čamerija za osmanske vladavine
Za vrijeme osmanske vladavine Čamerija je bila u sastavu vilajeta Janjina, a kasnije pod Janjinskim pašalukom.
Pri kraju 18. stoljeća, moć Osmanskog carstva je oslabila, naročito središnje vlasti u Istanbulu, to je iskoristio i Ali Paša Tepelena albanski namjesnik toga kraja (paša), koji se toliko osilio da je svoj pašaluk vodio gotovo kao potpuno nezavisnu državu od 1788. godine. Na kraju ga je to stajalo života, i vlasti 1823. Ali Paša, koji načelno nije trpio nikakvu centralnu vlast, vrlo oštro se borio protiv onih koji bi tu vlast njemu osporavali, tako se čitav niz godina borio protiv zajednice Suliota (gorštaka mješanog etničkog sastava) koji su osporavali njegovu vlast. Nakon brojnih neuspjelih pokušaja, zauzeo je njihov kraj 1803. godine.
Nakon propasti Ali Pašinog pašaluka, Čamerija je ostala pod vlašću Osmanskog Carstva. I Grčka i Albanija su imale aspiracija na cijeli Epir i željela ga uključiti u svoje buduće države.
Nakon Balkanskih ratova - Epir je podijeljen 1913., na Londonskoj mirovnoj konferenciji, veći dio pripao je Kraljevini Grčkoj, a bitno manji ušao je u sastav novoosnovane države Albanije.

### Čamerija za modernih vremena
Kad je kraj ušao u sastav Kraljevine Grčke, velik dio njegova stanovništva govorio je kojekako; grčki, albanski, romski, vlaški. U razdoblju nakon 1923. godine u Čameriju se naselilo puno grčkih izbjeglica iz Male Azije, za velike razmjene stanovništva između Grčke i Turske, nakon Grčko-turskog rata 1919. – 1922. 1936. godine, tadašnja prefektura Janjina, podijeljena je na dva dijela,- novi dio dobio je antičko ime Tesprocija (koje dugo nitko nije upotrebljavao). Albanski Čami dobili su status vjerske, ali ne i etničke manjine. Ali u to vrijeme nije bilo nekih direktnih državnih progona i pritisaka na Čame.
Dio muslimanskih Čama preseljen je u Tursku za vrijeme velike razmjene stanovništva a njihovu imovinu preuzela je grčka vlada. Pravoslavni Čami držani su za Grke, i bili su pritisnuti velikom asimilacijom.
Tijekom okupacije Grčke (1941. – 1944.) od strane osovinskih sila, dobar dio muslimanskih Čama surađivao je s talijanskim i njemačkim okupacionim snagama, te počinio niz ratnih zločina. Po okonjčanju Drugog svjetskog rata, gotovo svi muslimanski Čami iz Grčke su bili protjerani u Albaniju, zbog kolaboracije s okupatorima Grčke.
Postojao je i drugi dio muslimanskih Čama koji su stali na stranu Grčke narodnooslobodilačke armije, a veliki dio naroda držao se tradiconalno po strani od bilo kojeg sukoba.

## Stanovništvo
Već od srednjeg vijeka, stanovništvo Čamerije je bilo vrlo izmiješano brojnim narodima,  tako da etničke granice nisu bile jasno ocrtane. Podatci o etničkom sastavu regije nedostaju za nekoliko stoljeća, a po mnogo čemu ne bi se uklapali u standardni nacionalni uzorak, kako su to 19. stoljetni revolucionarni nacionalistički pokreti uobražavali.

### Broj stanovnika kroz povijest
Po pravilima grčkog popisa stanovništva, samo muslimani iz ove regije broje se kao Albanci. Prema grčkom popisu stanovništva iz 1913. godine, 25.000 Muslimana živjelo je u to vrijeme u regiji Čamerija, ukupni broj žitelja toga kraja bio je oko 60.000 stanovnika, dok je popis iz 1923. godine zabilježio 20.319 muslimanskih Čama. Popisu stanovništva iz 1928. godine, izbrojao je 17.008 muslimana, kojima je albanski bio materinji jezik.
Jedini popis stanovništva po kojem su i pravoslavni stanovnici ovog kraja brojani kao Čami (zbog jezika), upitne je vrijednosti jer ga je napravila fašistička Italija 1941. godine.(Ona je nakraju imala i teritorijalne pretenzije prema Grčkoj; Jonski otoci, Dodekanez, Cikladi). Ovaj popis izbrojao je 54.000 Čama (od kojih je 26.000 bilo pravoslavnih 28.000 muslimana) te 20.000 Grka. Poslijeratni grčki popisi stanovništva, dali su sljedeće rezultate; 1947. bilo je 113 Čama (muslimana) a 1951. godine 127.

### Broj Čama danas
Točan broj Albanaca koji žive u Čameriji danas nije znan, jer grčke vlasti ne uključuju manjine (etničke i jezične) u bilo koji službeni popis stanovništva. Prema pro-albanskoj nastrojenoj autorici Mirandi Vickers, pravoslavnih Čama ima oko 40.000. Albanski još uvijek govori dobar dio stanovnika Igumenice i okolice. Ukupno oko 10.000 ludi iz Epira (uz one u selu Lehovo i u gradu Florini).